# Pomnik św. Jana Nepomucena w Zielonej Górze
Pomnik świętego Jana Nepomucena w Zielonej Górze – nepomuk stojący na placu ks. biskupa Wilhelma Pluty przy konkatedrze św. Jadwigi Śląskiej w Zielonej Górze. Najstarszy z pomników Zielonej Góry.

## Historia
Pomnik został ufundowany w 1740 przez burmistrza Leopolda von Breitfelda za rządów Habsburgów. Figura świętego została umieszczona na ozdobnym cokole, na którym wyryto inskrypcję w języku łacińskim: SANCTO IOANNI NEPOMVCEN EX DEBITO VENERATIONS FERVORE EREXEBAT. L:  D.B (pol. Św. Janowi Nepomucenowi z czcią najgłębszą poświęca L: D.B.), gdzie L.D.B (Leopold de Breitfeld) są inicjałami fundatora.
Zielonogórska figura stanęła początkowo nad Stawem Pańskim (zwanym także Stawem Czarownic), nieistniejącym już zbiornikiem wodnym w okolicach dzisiejszych ulic Drzewnej i Licealnej.
W 1816 przeniesiona w pobliże kościoła św. Jadwigi, gdzie płynęła Złota Łącza, od początku XX wieku ujęta w podziemnych kanałach. Ze starego XVIII-w. pomnika zachował się tylko cokół, na którym stoi figura. Stara kamienna rzeźba świętego została wymieniona w 1900 na obecną figurę ceramiczną.